# Liste der Nummer-eins-Hits in den Cash Box Charts (1996)
Diese Liste enthält alle Nummer-eins-Hits in den amerikanischen Cash Box Charts im Jahr 1996. Es gab in diesem Jahr bis zum Ende des Erscheinens der Zeitschrift 13 Nummer-eins-Singles.
| Singles |
| --- |
| - Mariah Carey & Boyz II Men – One Sweet Day - 11 Wochen (9. Dezember 1995 – 23. Februar 1996) - Everything But The Girl – Missing - 1 Woche (24. Februar – 1. März) - Mary J. Blige – Not Gon’ Cry - 2 Wochen (2. März – 15. März) - Brandy – Sittin’ Up in My Room - 2 Wochen (16. März – 29. März) - Mariah Carey – Always Be My Baby - 3 Wochen (30. März – 19. April, insgesamt 5 Wochen) - Céline Dion – Because You Loved Me - 3 Wochen (20. April – 10. Mai) - Mariah Carey – Always Be My Baby - 2 Wochen (11. Mai – 24. Mai, insgesamt 5 Wochen) - Bone Thugs-N-Harmony – Tha Crossroads - 7 Wochen (25. Mai – 12. Juli) - Toni Braxton – You’re Makin’ Me High/Let It Flow - 5 Wochen (13. Juli – 16. August, insgesamt 6 Wochen) - TLC – Waterfalls - 1 Woche (17. August – 23. August, insgesamt 8 Wochen; → 1995) - Toni Braxton – You’re Makin’ Me High/Let It Flow - 1 Woche (24. August – 30. August, insgesamt 6 Wochen) - Los Del Rio – Macarena (Bayside Boys Mix) - 2 Wochen (31. August – 13. September) - Donna Lewis – I Will Love You Always Forever - 7 Wochen (14. September – 1. November) - Céline Dion – It’s All Coming Back To Me Now - 2 Wochen (2. November – 15. November) - BLACKstreet feat. Dr. Dre & Queen Pen – No Diggity - 1 Woche (16. November – 22. November) |